# Mosaik (TV-program)
Mosaik var ett svenskt TV-program som sändes i SVT 1 på lördagar mellan 17 oktober 1987 och 1 mars 2003. Programmet betecknades som ett samhälls- och integrationsprogram samt ett mångkulturellt magasin. TV-producent var Inger Etzler.

## Programledare
- Gordana Pavlovic – Mosaiks första programledare
- Alexandra Pascalidou – som fick sitt genombrott i samband med programledarskapet
- Atay Dil
- Nadine Gaib
- Olgica Lindquist
- Lisa Fabre
- Alice Petrén
- Othman Karim
- Evin Rubar

### Fotnoter
1. ↑  ”Mosaik”. Svensk mediedatabas. 1987-2003. http://smdb.kb.se/catalog/search?q=Mosaik+typ%3Atv&sort=OLDEST. Läst 18 augusti 2012.